# Francesc Torrededia i Claramunt
Francesc Torrededia i Claramunt (Barcelona, 9 d'octubre de 1918 - Barcelona, 2 de gener de 1989) fou un futbolista català de la dècada de 1940. Fou jugador del FC Barcelona durant la guerra civil, amb qui participà en el Campionat de Catalunya de la temporada 1937-38, on fou campió. Als anys quaranta defensà els colors de la UE Sants.

## Palmarès
- Campionat de Catalunya de futbol:
  - 1937-38